# 27578 Yogisullivan
27578 Yogisullivan este un asteroid din centura principală de asteroizi.

## Descriere
27578 Yogisullivan este un asteroid din centura principală de asteroizi. A fost descoperit pe 23 septembrie 2000 la Socorro, New Mexico, în cadrul proiectului LINEAR. Asteroidul prezintă o orbită caracterizată de o semiaxă mare de 2,78 ua, o excentricitate de 0,06 și o înclinație de 5,8° în raport cu ecliptica.